# ري باركر جونيور
ري أرسكين باركر جونيور (بالإنجليزية: Ray Erskine Parker Jr.) (و. 1954  م) هو مغني، وكاتب أغاني، وعازف قيثارة، ومنتج أسطوانات، وموزع (موسيقى) أمريكي، ولد في ديترويت، يستخدم آلات قيثارة.

## وصلات خارجية
- ري باركر جونيور على موقع IMDb (الإنجليزية)
- ري باركر جونيور على موقع ميوزك برينز (الإنجليزية)
- ري باركر جونيور على موقع أول ميوزيك (الإنجليزية)
- ري باركر جونيور على موقع ديسكوغز (الإنجليزية)
- ري باركر جونيور على موقع قاعدة بيانات الفيلم (الإنجليزية)

- ري باركر جونيور في قاعدة بيانات الأفلام على الإنترنت